# 生ける屍
『生ける屍』（いけるしかばね、ロシア語: Живой труп）は、レフ・トルストイによるロシアの戯曲である。1900年（明治33年）前後に執筆されたが、1910年（明治43年）のトルストイの没後すぐに出版されたのは、トルストイが本作は未完であると考えていたからである。出版されるや即座に成功し、現在も上演され続けている。

## ストーリー
主人公のフョードル・プロタソフは、妻のリザは真の意味で自分を夫に選んだのではないと思い込み、悩み苦しんでいた。リザにとってよりよい相手、ヴィクトル・カレーニンがいたからだ。フョードルは自殺したかった。だがその勇気は持ち合わせていなかった。現在の生活から逃げ出し、最初に堕ちたのはジプシーの集団、それもジプシー歌手のマーシャとの性的関係に嵌ってしまう。マーシャの両親の拒絶に直面し、フョードルは再び同じように逃げ出すのである。再び、自殺したいと考えた。だが勇気に欠けていた。彼の堕落はさらにつづいた。
一方、妻のリザは、夫は死んでしまったものと考え、他の男性と結婚していた。フョードルが発見されたときには、リザは重婚罪を負い、夫の失踪を偽装したと告発されていた。フョードルは法廷に現れ、リザは夫である自分が生きていることを知ることなどできなかったことを証言する。リザは新しい結婚生活をあきらめるか、シベリアへ流刑になるべきだと、裁判官が宣告したとき、フョードルは自らを拳銃で撃ちぬいた。半狂乱になってリザは叫ぶ。自分がずっと愛していたのはフョードルだけだったのだと。

## 初期の上演
本作の初演は、1911年（明治44年）、コンスタンチン・スタニスラフスキーのモスクワ芸術座であった。同上演が終わるとすぐにサンクトペテルブルクでの上演が行われた。急速に多くの言語に翻訳され、ベルリン、ウィーン、パリ、ロンドンでは同年のうちに上演が行われている。

### アメリカ
この節の註。
アメリカ合衆国では、英語による上演はそれほど早くはなかったのだが、ニューヨーク市では、同年のうちにイディッシュ語での上演が行われている。ジェイコブ・アドラーの製作・主演、レオン・コブリンがイディッシュ語に翻訳した。同年11月3日の初日は、同年のニューヨークの演劇シーズンの大イヴェントの一つであった。数日後のニューヨーク・タイムズには、ハーマン・バーンスタインによる拡大記事が、戯曲全文の英語訳に近いほどの量のロング・シノプシスとともに掲載された。当時の同紙の記事の典型では、イーディッシュ語演劇に対していくぶん軽蔑的なはずであったが、このときの記事は、数人のユダヤ人記者の一人が書いたものであり、アドラーの差し迫った上演については決してはっきりとは言及しなかった。
アドラーによる上演は4か月続き、低料金が貢献してきた約6年間の後、ニューヨークにおけるイーディッシュ語演劇の命運の再生に寄与した。
ニューヨークでは、1916年（大正5年）、ドイツ語での上演もなされ、その後、1918年（大正7年）にはついにブロードウェイで英語による上演が行われた。タイトルはRedemption（「贖罪」の意）で、アーサー・ホプキンスが製作した。ルーラ・ローゼンフェルドは、ジョン・バリモアが1919年（大正8年）に主演していると指摘している。ホプキンスのRedemptionを元に、1930年（昭和5年）、フレッド・ニブロが監督し、同タイトルで映画化した（日本語題『生ける屍』）。

### 日本
国立国会図書館が所蔵する最も古い訳は、前田天飆が訳し敬文館が上梓した1913年（大正2年）版である。1914年（大正3年）11月には、小林愛雄訳版で無名会によって上演されている。
1917年（大正6年）、島村抱月の芸術座が松井須磨子を主演に上演し、松井が劇中で歌う『さすらいの唄』のレコードがニッポノホン（現在のコロムビアミュージックエンタテインメント）から発売され、流行した。翌1918年（大正7年）には、芸術座の『復活』を『カチューシャ』のタイトルで製作して大ヒットさせた日活向島撮影所が、『生ける屍』のタイトルで製作した。

## ビブリオグラフィ
日本語版、国立国会図書館蔵書のみの一覧。
- 『生ける屍』、前田天飆訳、敬文館、1913年
- 『生ける屍』、佐久間政一訳、南山堂書店、1915年
- 『トルストイ叢書 第5』、新潮社、1917年
- 『トルストイ全集 第1,3-10,12,13巻』、植村宗一、春秋社、1919年-1920年
- 『近代劇大系 第13-15巻』、訳・出版 近代劇大系刊行会、1923年
- 『トルストイ戯曲全集』、米川正夫、岩波書店、1924年
- 『トルストイ全集』第9-14巻、トルストイ全集刊行会、1925年
- 『世界戯曲全集 第24巻 露西亜篇 2』、近代社、1927年
- 『生ける屍』岩波文庫 89、米川正夫訳、岩波書店、1927年7月
- 『近代劇全集 第27-34巻』、第一書房、1927年-1930年
- 『世界戯曲全集 第23-28巻』、近代社世界戯曲全集刊行部、近代社世界戯曲全集刊行部、1927年-1930年
- 『闇の力・生ける屍』改造文庫 第2部 第224篇、昇曙夢訳、改造社、1933年
- 『生ける屍・闇の力』世界名作文庫 第350、宮原晃一郎訳、春陽堂書店、1936年
- 『大トルストイ全集 第1-22巻』、原久一郎、中央公論社、1936年-1939年
- 『闇の力・生ける屍』改造選書、昇曙夢訳、改造社、1948年3月
- 『生ける屍』岩波文庫、米川正夫訳、岩波書店、1951年
- 『トルストイ全集 第20』、原久一郎、大日本雄弁会講談社、1952年
- 『トルストイ全集 第12-22巻』、米川正夫、創元社、1948年-1952年
- 『トルストイ作品集 第14巻』、米川正夫、創元社、1953年
- 『生ける屍』、北御門二郎訳、青銅社、1965年
- 『トルストイ選集 第10巻』、筑摩書房、1967年
- 『トルストイ全集 12 戯曲集』、中村白葉訳、河出書房新社、1973年
- 『トルストイ戯曲集 戯曲集』、北御門二郎、武蔵野書房、1982年8月
- 『生ける屍』昭和初期世界名作翻訳全集 100、宮原晃一郎訳、ゆまに書房、2006年2月
- 『生ける屍』岩波文庫創刊書目復刻、米川正夫訳、岩波書店、2006年12月

## 映画
下記は世界中で製作された本作を原作とした映画の一覧である。日本公開のものには日本語題を付した。
- Живой труп : 監督ボリス・チャイコフスキー、ロシア帝国、サイレント映画、1911年[4]
- 『生ける屍』 : 監督田中栄三、日本、1918年[2]
- Живой труп : 監督チェスラフ・サビンスキー、ソビエト連邦、サイレント映画、1918年[5]
- 『生ける屍』 Живой труп : 監督フョードル・オツェプ、ソビエト連邦、サイレント映画、1929年 [6]
- 『生ける屍』 Redemption : 監督フレッド・ニブロ、アメリカ合衆国、1930年[7]
- 『火の夜』 Nuits de feu : 監督マルセル・レルビエ、フランス、1937年[8]
- Живой труп : 監督ウラジミル・ヴェンゲロフ、ソビエト連邦、1952年[9]
- Живой труп : 監督ウラジミル・ヴェンゲロフ、ソビエト連邦、1968年[10]

## 註
1. 1 2  OPAC NDL 検索結果、国立国会図書館、2009年12月3日閲覧。
2. 1 2  生ける屍、日本映画データベース、2009年12月3日閲覧。
3. ↑  Alexander Pushkin - IMDb（英語）, 2009年12月3日閲覧。
4. ↑  Живой труп - IMDb（英語）, 2009年12月3日閲覧。
5. ↑  Живой труп - IMDb（英語）, 2009年12月3日閲覧。
6. ↑  Живой труп - IMDb（英語）, 2009年12月3日閲覧。
7. ↑  Redemption - IMDb（英語）, 2009年12月3日閲覧。
8. ↑  Nuits de feu - IMDb（英語）, 2009年12月3日閲覧。
9. ↑  Живой труп - IMDb（英語）, 2009年12月3日閲覧。
10. ↑  Живой труп - IMDb（英語）, 2009年12月3日閲覧。